# Moritala bipunctata
Moritala bipunctata är en insektsart som först beskrevs av Sjöstedt 1921.  Moritala bipunctata ingår i släktet Moritala och familjen Morabidae. Inga underarter finns listade i Catalogue of Life.